# Denzel Andersson
Denzel Andersson (Njurunda, Sundsvall, Suecia, 21 de septiembre de 1996) es un baloncestista sueco que pertenece a la plantilla del Dziki Warszawa de la PLK polaca. Con 2,03 metros de estatura, juega en la posición de ala-pívot. Es internacional con la Selección de baloncesto de Suecia.

## Trayectoria deportiva
Es un jugador formado en el BC Luleå con el que debutó en 2015 en la Basketligan, en el que jugaría hasta 2020. En su última temporada en el BC Luleå, en la 2019-20 promedia 14.7 puntos, 6.9 rebotes y 1.7 tapones por encuentro.
Tras cinco temporadas en el conjunto sueco, en la temporada 2020-21, firma por el Stal Ostrów Wielkopolski de la Polska Liga Koszykówki. En su primera temporada en Polonia, logra ganar la Polska Liga Koszykówki y el y el subcampeonato de la FIBA Europe Cup.
En la temporada 2021-22, promedia 8.5 puntos, 3.5 rebotes y 1.2 tapones por encuentro en la Basketball Champions League.
El 26 de julio de 2022, firma por RETAbet Bilbao Basket de la Liga ACB.
El 18 de junio de 2024 fichó por el Dziki Warszawa de la PLK polaca.

### Selección nacional
Es internacional con la Selección de baloncesto de Suecia con la que debutó en 2017. En los clasificatorios para el mundial de 2023, promediado 11.3 puntos, 2.3 rebotes con un 41.7% de acierto en triples. 